# Kencana Harapan
Kencana Harapan is een bestuurslaag in het regentschap Serang van de provincie Banten, Indonesië. Kencana Harapan telt 2795 inwoners (volkstelling 2010).